# Bennington (Nebraska)
Bennington è un comune degli Stati Uniti d'America, situato in Nebraska, nella contea di Douglas.